# Rivalidad futbolística entre Japón y Corea del Sur
La rivalidad futbolística entre Japón y Corea del Sur es el enfrentamiento entre las selecciones de fútbol de ambos países. Desde 1954 hasta el presente han tenido 82 partidos con 42 victorias surcoreanas, 23 empates y 17 triunfos japoneses. El partido entre las dos naciones a menudo se abrevia como nikkansen (japonés: 日韓戦) o haniljeon (coreano: 한일전/韓日戰) en sus respectivos idiomas.
El nivel más alto de partidos que los dos países podrían disputar son la Copa Mundial de la FIFA (y sus eliminatorias) y la Copa Asiática. Su último encuentro en el primero se remonta a las eliminatorias de 1998, mientras que en el otro se remonta a la Copa Asiática 2011. Los partidos amistosos entre las dos naciones han disminuido desde 2010, en parte debido a los conflictos de programación para los jugadores en los clubes europeos, así como también por las malas relaciones entre los dos países.

## Historial

### Partidos masculinos
- Hasta el 27 de julio de 2022[3]

| #  | Fecha      | Sede                                                | Competencia                                          | Local         | Resultado      | Visitante     | Goles (L)                                                                 | Goles (V)                                                             |
| -- | ---------- | --------------------------------------------------- | ---------------------------------------------------- | ------------- | -------------- | ------------- | ------------------------------------------------------------------------- | --------------------------------------------------------------------- |
| 1  | 07-03-1954 | Meiji Shrine Stadium Tokio                          | Eliminatorias para la Copa Mundial de Fútbol de 1954 | Japón         | 1–5            | Corea del Sur | Ken Naganuma (16)                                                         | Chung Nam-sik (22, 83), Choi Kwang-seok (34), Choi Chung-min (68, 87) |
| 2  | 14-03-1954 | Meiji Shrine Stadium Tokio                          | Eliminatorias para la Copa Mundial de Fútbol de 1954 | Corea del Sur | 2–2            | Japón         | Chung Nam-sik (24), Choi Chung-min (43)                                   | Toshio Iwatani (16, 60)                                               |
| 3  | 03-06-1956 | Meiji Shrine Stadium Tokio                          | Eliminatorias para los Juegos Olímpicos de 1956      | Japón         | 2–0            | Corea del Sur | Masao Uchino (54), Isao Iwabuchi (77)                                     |                                                                       |
| 4  | 10-06-1956 | Meiji Shrine Stadium Tokio                          | Eliminatorias para los Juegos Olímpicos de 1956      | Corea del Sur | 2–0            | Japón         | Sung Nak-woon (59), Choi Kwang-seok (65)                                  |                                                                       |
| 5  | 05-09-1959 | Stadium Merdeka Kuala Lumpur, Malasia               | Torneo Merdeka 1959                                  | Japón         | 0–0            | Corea del Sur |                                                                           |                                                                       |
| 6  | 06-09-1959 | Stadium Merdeka Kuala Lumpur, Malasia               | Torneo Merdeka 1959                                  | Corea del Sur | 3–1            | Japón         | Choi Chung-min (2), Cho Yoon-ok (8), Cha Tae-sung (57)                    | Masao Uchino (12)                                                     |
| 7  | 13-12-1959 | Korakuen Velodrome Tokio                            | Eliminatorias para los Juegos Olímpicos de 1960      | Corea del Sur | 2–0            | Japón         | Choi Jung-min (51), Moon Jung-sik (57)                                    |                                                                       |
| 8  | 20-12-1959 | Korakuen Velodrome Tokio                            | Eliminatorias para los Juegos Olímpicos de 1960      | Japón         | 1–0            | Corea del Sur | Hiroshi Ninomiya (70)                                                     |                                                                       |
| 9  | 06-11-1960 | Hyochang Stadium Seúl                               | Eliminatorias para la Copa Mundial de Fútbol de 1962 | Corea del Sur | 2–1            | Japón         | Chung Soon-cheon (39, 41)                                                 | Koji Sasaki (21)                                                      |
| 10 | 11-06-1961 | Korakuen Velodrome Tokio                            | Eliminatorias para la Copa Mundial de Fútbol de 1962 | Japón         | 0–2            | Corea del Sur |                                                                           | Chung Soon-cheon (20), Yoo Pan-soon (71)                              |
| 11 | 30-08-1962 | Gelora Bung Karno Stadium Yakarta, Indonesia        | Juegos Asiáticos de 1962                             | Corea del Sur | 1–0            | Japón         | Cho Yoon-ok (80)                                                          |                                                                       |
| 12 | 13-08-1963 | Stadium Merdeka Kuala Lumpur, Malasia               | Torneo Merdeka 1963                                  | Corea del Sur | 1–1            | Japón         | Cha Tae-sung (64)                                                         | Shozo Tsugitani (65)                                                  |
| 13 | 01-08-1967 | Taipei Municipal Stadium Taipéi, Taiwán             | Eliminatorias para la Copa Asiática 1968             | Japón         | 2–1            | Corea del Sur | Katsuyoshi Kuwahara (40), Hamada Hiroshi (46)                             | Jung Byung-tak (52)                                                   |
| 14 | 07-10-1967 | Estadio Nacional Tokio                              | Eliminatorias para los Juegos Olímpicos de 1968      | Japón         | 3–3            | Corea del Sur | Teruki Miyamoto (13), Ryuichi Sugiyama (37), Kunishige Kamamoto (70)      | Lee Hoi-taek (54), Huh Yoon-jung (69, 72)                             |
| 15 | 12-10-1969 | Estadio Dongdaemun Seúl                             | Eliminatorias para la Copa Mundial de Fútbol de 1970 | Corea del Sur | 2–2            | Japón         | Kim Ki-bok (8), Park Soo-il (38)                                          | Teruki Miyamoto (33), Yasuyuki Kuwahara (50)                          |
| 16 | 18-10-1969 | Estadio Dongdaemun Seúl                             | Eliminatorias para la Copa Mundial de Fútbol de 1970 | Corea del Sur | 2–0            | Japón         | Jeong Gang-ji (17, 40)                                                    |                                                                       |
| 17 | 02-08-1970 | Stadium Merdeka Kuala Lumpur, Malasia               | Torneo Merdeka 1970                                  | Corea del Sur | 1–1            | Japón         | Park Lee-chun (89)                                                        | Takeo Takahashi (60)                                                  |
| 18 | 18-12-1970 | Supachalasai National Stadium Bangkok, Tailandia    | Juegos Asiáticos de 1970                             | Japón         | 1–2            | Corea del Sur | Tadahiko Ueda (73)                                                        | Chung Gang-ji (40), Park Lee-chun (114)                               |
| 19 | 02-10-1971 | Estadio Dongdaemun Seúl                             | Eliminatorias para los Juegos Olímpicos de 1972      | Corea del Sur | 2–1            | Japón         | Park Soo-duk (47), Chung Kyu-poong (83)                                   | Yoshikazu Nagai (51)                                                  |
| 20 | 26-07-1972 | Stadium Merdeka Kuala Lumpur, Malasia               | Torneo Merdeka 1972                                  | Corea del Sur | 3–0            | Japón         | Park Soo-duk (27, 64), Park Lee-chun (58)                                 |                                                                       |
| 21 | 14-09-1972 | Estadio Nacional Tokio                              | Amistoso                                             | Japón         | 2–2            | Corea del Sur | Kunishige Kamamoto (18, 89)                                               | Park Lee-chun (48), Lee Cha-man (65)                                  |
| 22 | 23-06-1973 | Estadio Dongdaemun Seúl                             | Amistoso                                             | Corea del Sur | 2–0            | Japón         | Lee Cha-man (56), Kim Jae-han (74)                                        |                                                                       |
| 23 | 28-09-1974 | Estadio Nacional Tokio                              | Amistoso                                             | Japón         | 4–1            | Corea del Sur | Kunishige Kamamoto (35, 53), Daishiro Yoshimura (39), Kozo Arai (89)      | Kim Jae-han (65)                                                      |
| 24 | 09-08-1975 | Stadium Merdeka Kuala Lumpur, Malasia               | Torneo Merdeka 1975                                  | Corea del Sur | 3–1            | Japón         | Cha Bum-kun (4, 42, 47)                                                   | Hiroshi Ochiai (17)                                                   |
| 25 | 08-09-1975 | Estadio Dongdaemun Seúl                             | Amistoso                                             | Corea del Sur | 3–0            | Japón         | Cho Dong-hyun (3), Park Sang-in (20), Lee Young-moo (30)                  |                                                                       |
| 26 | 21-03-1976 | Estadio Nacional Tokio                              | Eliminatorias para los Juegos Olímpicos de 1976      | Japón         | 0–2            | Corea del Sur |                                                                           | Lee Young-moo (2), Park Sang-in (71)                                  |
| 27 | 27-03-1976 | Estadio Dongdaemun Seúl                             | Eliminatorias para los Juegos Olímpicos de 1976      | Corea del Sur | 2–2            | Japón         | Kim Jin-kook (3), Cha Bum-kun (77)                                        | Kunishige Kamamoto (40, 88)                                           |
| 28 | 18-08-1976 | Stadium Merdeka Kuala Lumpur, Malasia               | Torneo Merdeka 1976                                  | Corea del Sur | 0–0            | Japón         |                                                                           |                                                                       |
| 29 | 04-12-1976 | Estadio Nacional Tokio                              | Amistoso                                             | Japón         | 1–2            | Corea del Sur | Yoshikazu Nagai (33)                                                      | Huh Jung-moo (72), Hwang Jae-man (76)                                 |
| 30 | 26-03-1977 | Estadio Nacional Tokio                              | Eliminatorias para la Copa Mundial de Fútbol de 1978 | Japón         | 0–0            | Corea del Sur |                                                                           |                                                                       |
| 31 | 03-04-1977 | Estadio Dongdaemun Seúl                             | Eliminatorias para la Copa Mundial de Fútbol de 1978 | Corea del Sur | 1–0            | Japón         | Cha Bum-kun (83 (pen.))                                                   |                                                                       |
| 32 | 15-06-1977 | Estadio Dongdaemun Seúl                             | Amistoso                                             | Corea del Sur | 2–1            | Japón         | Kim Jin-kook (21), Kim Sung-nam (25)                                      | Nobutoshi Kaneda (55)                                                 |
| 33 | 19-07-1978 | Stadium Merdeka Kuala Lumpur, Malasia               | Torneo Merdeka 1978                                  | Corea del Sur | 4–0            | Japón         | Cho Kwang-rae (20), Cha Bum-kun (44), Park Sung-hwa (75), Kim Ho-gon (88) |                                                                       |
| 34 | 15-12-1978 | Chulalongkorn University Stadium Bangkok, Tailandia | Juegos Asiáticos de 1978                             | Corea del Sur | 3–1            | Japón         | Lee Young-moo (8), Park Sung-hwa (28), Oh Seok-jae (68)                   | Hisashi Kato (87)                                                     |
| 35 | 04-03-1979 | Estadio Nacional Tokio                              | Amistoso                                             | Japón         | 2–1            | Corea del Sur | Hiroyuki Usui (21), Kazuyoshi Nakamura (25)                               | Oh Seok-jae (87)                                                      |
| 36 | 16-06-1979 | Estadio Dongdaemun Seúl                             | Amistoso                                             | Corea del Sur | 4–1            | Japón         | Park Sung-hwa (15, 25, 54), Shin Hyun-ho (73)                             | Yoshikazu Nagai (47)                                                  |
| 37 | 22-03-1980 | Stadium Merdeka Kuala Lumpur, Malasia               | Eliminatorias para los Juegos Olímpicos de 1980      | Corea del Sur | 3–1            | Japón         | Huh Jung-moo (34 (pen.)), Cho Kwang-rae (57, 79)                          | Ikuo Takahara (89)                                                    |
| 38 | 08-03-1981 | Estadio Nacional Tokio                              | Amistoso                                             | Japón         | 0–1            | Corea del Sur |                                                                           | Chung Hae-won (39)                                                    |
| 39 | 21-06-1981 | Busan Gudeok Stadium Busan                          | Copa del Presidente 1981                             | Corea del Sur | 2–0            | Japón         | Oh Seok-jae (43), Lee Tae-yeop (77)                                       |                                                                       |
| 40 | 21-03-1982 | Estadio Dongdaemun Seúl                             | Amistoso                                             | Corea del Sur | 3–0            | Japón         | Kang Shin-woo (2), Choi Soon-ho (38), Lee Kang-jo (52)                    |                                                                       |
| 41 | 25-11-1982 | Chhatrasal Stadium New Delhi, India                 | Juegos Asiáticos de 1982                             | Japón         | 2-1            | Corea del Sur | Kazushi Kimura (58), Nobutoshi Kaneda (79)                                | Kang Shin-woo (21)                                                    |
| 42 | 06-03-1983 | Estadio Nacional Tokio                              | Amistoso                                             | Japón         | 1–1            | Corea del Sur | Koji Tanaka (6)                                                           | Kim Kyung-ho (90)                                                     |
| 43 | 30-09-1984 | Estadio Olímpico de Seúl Seúl                       | Amistoso                                             | Corea del Sur | 1–2            | Japón         | Lee Kyung-nam (42)                                                        | Kazushi Kimura (36), Takashi Mizunuma (50)                            |
| 44 | 02-10-1985 | Estadio Nacional Tokio                              | Eliminatorias para la Copa Mundial de Fútbol de 1986 | Japón         | 1–2            | Corea del Sur | Kazushi Kimura (43)                                                       | Chung Yong-hwan (30), Lee Tae-ho (42)                                 |
| 45 | 03-11-1985 | Estadio Olímpico de Seúl Seúl                       | Eliminatorias para la Copa Mundial de Fútbol de 1986 | Corea del Sur | 1–0            | Japón         | Huh Jung-moo (61)                                                         |                                                                       |
| 46 | 26-10-1988 | Estadio Nacional Tokio                              | Amistoso                                             | Japón         | 0–1            | Corea del Sur |                                                                           | Choi Soon-ho (43)                                                     |
| 47 | 06-12-1988 | Qatar SC Stadium Doha, Catar                        | Copa Asiática 1988                                   | Corea del Sur | 2–0            | Japón         | Hwang Sun-hong (13), Kim Joo-sung (35)                                    |                                                                       |
| 48 | 05-05-1989 | Estadio Dongdaemun Seúl                             | Amistoso                                             | Corea del Sur | 1–0            | Japón         | Lee Tae-ho (63)                                                           |                                                                       |
| 49 | 27-07-1990 | Estadio de los Trabajadores Pekín, China            | Copa Dinastía 1990                                   | Corea del Sur | 2–0            | Japón         | Hwang Sun-hong (34), Kim Joo-sung (66)                                    |                                                                       |
| 50 | 27-07-1991 | Nagasaki Athletic Stadium Nagasaki                  | Amistoso                                             | Japón         | 0–1            | Corea del Sur |                                                                           | Ha Seok-ju (62)                                                       |
| 51 | 22-08-1992 | Estadio de los Trabajadores Pekín, China            | Copa Dinastía 1992                                   | Corea del Sur | 0–0            | Japón         |                                                                           |                                                                       |
| 52 | 29-08-1992 | Estadio de los Trabajadores Pekín, China            | Copa Dinastía 1992                                   | Japón         | 2–2 (pen. 4–2) | Corea del Sur | Masashi Nakayama (82), Takuya Takagi (96)                                 | Jung Jae-kwon (32), Kim Jung-hyuk (97)                                |
| 53 | 25-10-1993 | Khalifa International Stadium Doha\|, Catar         | Eliminatorias para la Copa Mundial de Fútbol de 1994 | Japón         | 1–0            | Corea del Sur | Kazuyoshi Miura (60)                                                      |                                                                       |
| 54 | 11-10-1994 | Hiroshima Stadium Hiroshima                         | Juegos Asiáticos de 1994                             | Japón         | 2–3            | Corea del Sur | Kazuyoshi Miura (30), Masami Ihara (86)                                   | Yoo Sang-chul (51), Hwang Sun-hong (77, 89 (pen.))                    |
| 55 | 21-02-1995 | Hong Kong Stadium So Kon Po                         | Copa Dinastía 1995                                   | Corea del Sur | 1–1            | Japón         | Lee Woo-young (67)                                                        | Hisashi Kurosaki (47)                                                 |
| 56 | 26-02-1995 | Hong Kong Stadium So Kon Po                         | Copa Dinastía 1995                                   | Japón         | 2–2 (pen. 5–3) | Corea del Sur | Masahiro Fukuda (2), Motohiro Yamaguchi (87)                              | Lee Ki-hyung (26, 90+2)                                               |
| 57 | 21-05-1997 | Estadio Nacional Tokio                              | Amistoso                                             | Japón         | 1–1            | Corea del Sur | Kazuyoshi Miura (88 (pen.))                                               | Yoo Sang-chul (56)                                                    |
| 58 | 28-09-1997 | Estadio Nacional Tokio                              | Eliminatorias para la Copa Mundial de Fútbol de 1998 | Japón         | 1–2            | Corea del Sur | Motohiro Yamaguchi (65)                                                   | Seo Jung-won (83), Lee Min-sung (86)                                  |
| 59 | 01-11-1997 | Estadio Olímpico de Seúl Seúl                       | Eliminatorias para la Copa Mundial de Fútbol de 1998 | Corea del Sur | 0–2            | Japón         |                                                                           | Hiroshi Nanami (1), Wagner Lopes (37)                                 |
| 60 | 01-03-1998 | Estadio Internacional Yokohama                      | Copa Dinastía 1998                                   | Japón         | 2–1            | Corea del Sur | Masashi Nakayama (17), Shōji Jō (88)                                      | Lee Sang-yoon (21)                                                    |
| 61 | 01-04-1998 | Estadio Olímpico de Seúl Seúl                       | Amistoso                                             | Corea del Sur | 2–1            | Japón         | Lee Sang-yoon (40), Hwang Sun-hong (72)                                   | Masashi Nakayama (61)                                                 |
| 62 | 07-12-1998 | Rajamangala Stadium Bangkok, Tailandia              | Juegos Asiáticos de 1998                             | Japón         | 0–2            | Corea del Sur |                                                                           | Choi Yong-soo (31 (pen.)), 46)                                        |
| 63 | 26-04-2000 | Estadio Olímpico de Seúl Seúl                       | Amistoso                                             | Corea del Sur | 1–0            | Japón         | Ha Seok-ju (78)                                                           |                                                                       |
| 64 | 20-12-2000 | Estadio Nacional Tokio                              | Amistoso                                             | Japón         | 1–1            | Corea del Sur | Toshihiro Hattori (56)                                                    | Ahn Jung-hwan (14)                                                    |
| 65 | 16-04-2003 | Seoul World Cup Stadium Seúl                        | Amistoso                                             | Corea del Sur | 0–1            | Japón         |                                                                           | Yūichirō Nagai (90+2)                                                 |
| 66 | 31-05-2003 | Estadio Nacional Tokio                              | Amistoso                                             | Japón         | 0–1            | Corea del Sur |                                                                           | Ahn Jung-hwan (86)                                                    |
| 67 | 10-12-2003 | Estadio Internacional Yokohama                      | Campeonato de Fútbol del Este de Asia 2003           | Japón         | 0–0            | Corea del Sur |                                                                           |                                                                       |
| 68 | 07-08-2005 | Daegu World Cup Stadium Daegu                       | Campeonato de Fútbol del Este de Asia 2005           | Corea del Sur | 0–1            | Japón         |                                                                           | Yūji Nakazawa (86)                                                    |
| 69 | 28-07-2007 | Gelora Sriwijaya Stadium Palembang, Indonesia       | Copa Asiática 2007                                   | Corea del Sur | 0–0 (pen. 6–5) | Japón         |                                                                           |                                                                       |
| 70 | 23-02-2008 | Olympic Sports Center Chongqing                     | Campeonato de Fútbol del Este de Asia 2008           | Japón         | 1–1            | Corea del Sur | Kōji Yamase (68)                                                          | Yeom Ki-hun (14)                                                      |
| 71 | 14-02-2010 | Estadio Nacional Tokio                              | Campeonato de Fútbol del Este de Asia 2010           | Japón         | 1–3            | Corea del Sur | Yasuhito Endō (23 (pen.))                                                 | Lee Dong-gook (33 (pen.)), Lee Seung-yeoul (39), Kim Jae-sung (70)    |
| 72 | 24-05-2010 | Estadio Saitama 2002 Saitama                        | Amistoso                                             | Japón         | 0–2            | Corea del Sur |                                                                           | Park Ji-sung (6), Park Chu-young (90+1 (pen.))                        |
| 73 | 12-10-2010 | Seoul World Cup Stadium Seúl                        | Amistoso                                             | Corea del Sur | 0–0            | Japón         |                                                                           |                                                                       |
| 74 | 25-01-2011 | Al-Gharrafa Stadium Doha, Catar                     | Copa Asiática 2011                                   | Japón         | 2–2 (pen. 3–0) | Corea del Sur | Ryōichi Maeda (36), Hajime Hosogai (97 (pen.))                            | Ki Sung-yueng (23 (pen.)), Hwang Jae-won (120)                        |
| 75 | 10-08-2011 | Domo de Sapporo Sapporo                             | Amistoso                                             | Japón         | 3–0            | Corea del Sur | Shinji Kagawa (35, 55), Keisuke Honda (53)                                |                                                                       |
| 76 | 28-07-2013 | Estadio Olímpico de Seúl Seúl                       | Copa de Asia Oriental de la EAFF 2013                | Corea del Sur | 1–2            | Japón         | Yun Il-lok (33)                                                           | Yōichirō Kakitani (24, 90+1)                                          |
| 77 | 05-08-2015 | Wuhan Sports Center Stadium Wuhan                   | Copa de Asia Oriental de la EAFF 2015                | Japón         | 1–1            | Corea del Sur | Hotaru Yamaguchi (39)                                                     | Jang Hyun-soo (26 (pen.))                                             |
| 78 | 16-12-2017 | Estadio Ajinomoto Tokio                             | Campeonato de Fútbol de la EAFF E-1 2017             | Japón         | 1–4            | Corea del Sur | Yū Kobayashi (3 (pen.))                                                   | Kim Shin-wook (13, 35), Jung Woo-young (23), Yeom Ki-hun (69)         |
| 79 | 18-12-2019 | Busan Asiad Main Stadium Busan                      | Campeonato de Fútbol de la EAFF E-1 2019             | Corea del Sur | 1–0            | Japón         | Hwang In-beom (28)                                                        |                                                                       |
| 80 | 25-03-2021 | Estadio Nissan Yokohama                             | Amistoso                                             | Japón         | 3–0            | Corea del Sur | Miki Yamane (16), Daichi Kamada (27), Wataru Endō (83)                    |                                                                       |
| 81 | 27-07-2022 | Estadio Toyota Toyota                               | Campeonato de Fútbol de la EAFF E-1 2022             | Japón         | 3–0            | Corea del Sur | Yūki Sōma (49), Shō Sasaki (63), Shuto Machino (72)                       |                                                                       |

| Victorias de Corea del Sur | 42 |
| Empates                    | 23 |
| Victorias de Japón         | 16 |
| Total                      | 81 |

#### Partidos no oficiales
- Los siguientes partidos no se cuentan como partidos internacionales oficiales "A".

| # | Fecha      | Sede                                  | Competencia              | Local         | Resultado | Visitante | Goles (L)                                | Goles (V) |
| - | ---------- | ------------------------------------- | ------------------------ | ------------- | --------- | --------- | ---------------------------------------- | --------- |
| 1 | 14-08-1966 | Stadium Merdeka Kuala Lumpur, Malasia | Torneo Merdeka 1966      | Corea del Sur | 2–0       | Japón B   | Cha Tae-sung (50), Kim Jung-nam (76)     |           |
| 2 | 18-08-1968 | Stadium Merdeka Kuala Lumpur, Malasia | Torneo Merdeka 1968      | Corea del Sur | 2–0       | Japón B   | Jung Kang-ji (4), Huh Yoon-jung (54)     |           |
| 3 | 11-05-1974 | Estadio Dongdaemun Seúl               | Copa del Presidente 1974 | Corea del Sur | 3–0       | Japón B   | Park Lee-chun (41), Cha Bum-kun (60, 87) |           |
| 4 | 14-05-1975 | Estadio Dongdaemun Seúl               | Copa del Presidente 1975 | Corea del Sur | 1–0       | Japón B   | Lee Cha-man (17)                         |           |

### Partidos femeninos
- Hasta el 19 de julio de 2022[3]

| #  | Fecha      | Sede                                                  | Competición                                       | Local         | Resultado | Visitante     | Goles (L) | Goles (V) |
| -- | ---------- | ----------------------------------------------------- | ------------------------------------------------- | ------------- | --------- | ------------- | --- | --- |
| 1  | 06-09-1990 | Estadio Dongdaemun Seúl                               | Amistoso                                          | Corea del Sur | 1–13      | Japón         | Kang Gui-nyeo (67) | Etsuko Handa (2, 10), Takako Tezuka (8, 16, 38, 55), Kaori Nagamine (15, 80), Futaba Kioka (21, 67), Michiko Matsuda (32), Akemi Noda (39), Midori Honda (75) |
| 2  | 09-09-1990 | Estadio Dongdaemun Seúl                               | Amistoso                                          | Corea del Sur | 0–5       | Japón         | | Kyoko Kuroda (21), Takako Tezuka (25, 42), Futaba Kioka (30), Asako Takakura (63)                                                                             |
| 3  | 29-09-1990 | Haidian Stadium Pekín, China                          | Juegos Asiáticos de 1990                          | Japón         | 8–1       | Corea del Sur | Futaba Kioka (22, 34), Kaori Nagamine (40, 46), Etsuko Handa (64), Akemi Noda (73), Kazuko Hironaka (75), Yuriko Mizuma (77) | Han Eun-kyung |
| 4  | 04-10-1994 | Takegahana Stadium Fukuyama                           | Juegos Asiáticos de 1994                          | Japón         | 5–0       | Corea del Sur | | |
| 5  | 23-09-1995 | ? Kota Kinabalu, Malasia                              | Campeonato femenino de la AFC 1995                | Japón         | 1–0       | Corea del Sur | Akemi Noda (63) | |
| 6  | 24-10-1998 | Seoul Olympic Stadium Seúl                            | Amistoso                                          | Corea del Sur | 1–1       | Japón         | Cha Sung-mi | |
| 7  | 26-10-1998 | Misari Football Stadium Hanam                         | Amistoso                                          | Corea del Sur | 1–1       | Japón         | Jin Suk-hee | |
| 8  | 30-05-1999 | Nishikyogoku Athletic Stadium Kioto                   | Amistoso                                          | Japón         | 1–1       | Corea del Sur | Tamaki Uchiyama (31) | Tomoe Sakai (24 a.g.) |
| 9  | 03-06-1999 | Estadio Nacional Tokio                                | Amistoso                                          | Japón         | 3–2       | Corea del Sur | Nami Otake (13), Tamaki Uchiyama (73), Yayoi Kobayashi (82)                                                                  | Cha Sung-mi (15), Kwon Min-joo (20) |
| 10 | 03-08-2001 | Ulsan Munsu Football Stadium Ulsan                    | Toto Cup                                          | Corea del Sur | 1–1       | Japón         | Kang Sun-mi (19) | Yayoi Kobayashi (35) |
| 11 | 14-12-2001 | Yunlin County Stadium Dounan, Taiwán                  | Campeonato femenino de la AFC 2001                | Corea del Sur | 1–2       | Japón         | Lee Ji-eun (27) | Yayoi Kobayashi (10), Mio Otani (89) |
| 12 | 31-08-2002 | ? Wuhan, China                                        | Friendly Tournament                               | Corea del Sur | 0–0       | Japón         | | |
| 13 | 07-10-2002 | Masan Stadium Masan                                   | Juegos Asiáticos de 2002                          | Corea del Sur | 0–1       | Japón         | | Homare Sawa (15) |
| 14 | 21-06-2003 | Rajamangala Stadium Bangkok, Tailandia                | Campeonato femenino de la AFC 2003                | Japón         | 0–1       | Corea del Sur | | Hwang In-sun (18) |
| 15 | 22-07-2003 | Sendai Stadium Sendai                                 | Friendly Tournament                               | Japón         | 5–0       | Corea del Sur | Mio Otani (5), Tomomi Miyamoto (41), Eriko Arakawa (71, 83), Aya Miyama (79)                                                 | |
| 16 | 06-08-2005 | Daegu World Cup Stadium Daegu                         | Campeonato de fútbol femenino de la EAFF 2005     | Corea del Sur | 0–0       | Japón         | | |
| 17 | 10-12-2006 | Qatar SC Stadium Doha, Catar                          | Juegos Asiáticos de 2006                          | Japón         | 3–1       | Corea del Sur | Azusa Iwashimizu (47), Miyuki Yanagita (72), Yūki Nagasato (82)                                                              | Park Hee-young (89) |
| 18 | 03-06-2007 | Estadio Nacional Tokio                                | Eliminatorias para los Juegos Olímpicos de 2008   | Japón         | 6–1       | Corea del Sur | Tomomi Miyamoto (18), Shinobu Ohno (20), Eriko Arakawa (23), Lee Gye-rim (34 a.g.), Mio Otani (65), Homare Sawa (67)         | Jung Hye-in (73) |
| 19 | 10-06-2007 | Bucheon Stadium Bucheon                               | Eliminatorias para los Juegos Olímpicos de 2008   | Corea del Sur | 2–2       | Japón         | Kim Jin-hee (4), Park Hee-young (63)                                                                                         | Shinobu Ohno (10), Aya Miyama (36) |
| 20 | 21-02-2008 | Yongchuan Stadium Chongqing, China                    | Campeonato de fútbol femenino de la EAFF 2008     | Japón         | 2–0       | Corea del Sur | Eriko Arakawa (14), Shinobu Ohno (56)                                                                                        | |
| 21 | 29-05-2008 | Thống Nhất Stadium Ho Chi Minh, Vietnam               | Copa Asiática Femenina de la AFC de 2008          | Japón         | 1–3       | Corea del Sur | Yuki Nagasato (10) | Cha Yun-hee (18), Park Hee-young (31, 54) |
| 22 | 13-02-2010 | Estadio Ajinomoto Tokio                               | Campeonato de fútbol femenino de la EAFF 2010     | Japón         | 2–1       | Corea del Sur | Shinobu Ohno (7), Mami Yamaguchi (17)                                                                                        | Yoo Young-a (75) |
| 23 | 18-06-2011 | Ningineer Stadium Matsuyama                           | Amistoso                                          | Japón         | 1–1       | Corea del Sur | Aya Miyama (70) | Ji So-yun (75) |
| 24 | 03-09-2011 | Jinan Olympic Sports Center Jinan, China              | Eliminatorias para los Juegos Olímpicos de 2012   | Corea del Sur | 1–2       | Japón         | Ji So-yun (30) | Mizuho Sakaguchi (10), Shinobu Ohno (45+1) |
| 25 | 27-07-2013 | Estadio Olímpico de Seúl Seúl                         | Copa Femenina de Asia Oriental de la EAFF 2013    | Corea del Sur | 2–1       | Japón         | Ji So-yun (13, 66) | Yūki Nagasato (72) |
| 26 | 04-08-2015 | Wuhan Sports Center Stadium Wuhan, China              | Copa Femenina de Asia Oriental de la EAFF 2015    | Japón         | 1–2       | Corea del Sur | Emi Nakajima (30) | Cho So-hyun (54), Jeon Ga-eul (90+3) |
| 27 | 02-03-2016 | Estadio Kincho Osaka                                  | Eliminatorias para los Juegos Olímpicos de 2016   | Japón         | 1–1       | Corea del Sur | Mana Iwabuchi (84) | Jung Seol-bin (87) |
| 28 | 08-12-2017 | Fukuda Denshi Arena Chiba                             | Campeonato de fútbol de la EAFF E-1 2017          | Japón         | 3–2       | Corea del Sur | Mina Tanaka (8), Emi Nakajima (71), Mana Iwabuchi (83)                                                                       | Cho So-hyun (14 (pen.)), Han Chae-rin (80) |
| 29 | 10-04-2018 | Amman International Stadium Amán, Jordania            | Copa Asiática Femenina 2018                       | Corea del Sur | 0–0       | Japón         | | |
| 30 | 28-08-2018 | Gelora Sriwijaya Stadium Palembang, Indonesia         | Juegos Asiáticos de 2018                          | Corea del Sur | 1–2       | Japón         | Lee Min-a (68) | Yuika Sugasawa (5), Lim Seon-joo (86 a.g.) |
| 31 | 17-12-2019 | Busan Gudeok Stadium Busan                            | Campeonato de fútbol de la EAFF E-1 2019          | Corea del Sur | 0–1       | Japón         | | Yuka Momiki (88 (pen.)) |
| 32 | 27-01-2022 | Complejo Deportivo Shree Shiv Chhatrapati Pune, India | Copa Asiática Femenina 2022                       | Japón         | 1–1       | Corea del Sur | Riko Ueki (1) | Seo Ji-youn (85) |
| 33 | 19-07-2022 | Estadio de Kashima Kashima                            | Campeonato Femenino de Fútbol de la EAFF E-1 2022 | Japón         | 2–1       | Corea del Sur | Hinata Miyazawa (33), Fuka Nagano (65)                                                                                       | Ji So-yun (59) |

| Victorias de Japón         | 18 |
| Empates                    | 11 |
| Victorias de Corea del Sur | 4  |
| Total                      | 33 |